# Frédérique Neys
Frédérique Neys, née le 2 juin 1989, est une athlète belge qui était spécialisée au lancer du marteau. Elle a remporté un titre national en 2009. Elle a aussi pratiqué le bobsleigh.